# Династия (сезон 2)
Второй сезон американского телесериала «Династия» (англ. Dynasty) выходил в эфир канала ABC с 4 ноября 1981 по 4 мая 1982 года. Всего в сезоне 22 эпизода.

## Сюжет
Таинственным свидетелем оказывается Алексис Моррел Кэррингтон — бывшая жена Блейка, мать Фэллон и Стивена. Она свидетельствует против Блейка, рассказывая, о том как тот в прошлом жестоко расправился с её любовником Роджером Граймсом и заставил женщину оставить детей и навсегда уехать из Денвера… Однако Блэйк приговорён к тюремному заключению условно, и тогда назло бывшему мужу Алексис переезжает в сад поместья Кэррингтонов, где в принадлежащем ей небольшом доме, устраивает художественную студию.
Женщина всеми силами пытается наладить с детьми, но Фэллон прекрасно понимает, что Алексис вернулась в город не просто так, а отомстить её отцу. Она выходит замуж за Сэсила Колби, благодаря чему улучшает своё финансовое положение, однако Сэсил вскоре умирает из-за сердечного приступа.
У Фэллон начинается роман с психотерапевтом Клаудии, доктором Ником Тосканни, который, как вскоре выясняется, психически неуравновешен. Стивен влюбляется в племянницу Кристл, модель Сэмми Джо. Но когда Алексис платит Сэмми Джо за то, чтобы она оставила Стивена, молодой человек возвращается к Клаудии…

## В ролях

### Основной состав
- Джон Форсайт — Блейк Кэррингтон
- Линда Эванс — Кристл Кэррингтон
- Джоан Коллинз — Алексис Колби
- Памела Сью Мартин — Фэллон Кэррингтон Колби
- Эл Корли — Стивен Кэррингтон
- Ллойд Бочнер — Сесил Болдуин Колби
- Джон Джеймс — Джефф Колби
- Памела Беллвуд — Клаудия Блейсдел
- Ли Берджер — Джозеф Андерс
- Джеймс Фарентино — Доктор Ник Тосканни
- Хизер Локлер — Сэмми Джо Дин Кэррингтон

### Приглашённые звёзды
- Питер Марк Ричман — Эндрю Лэрд
- Ланс Леголь — Рэй Боннинг
- Вирджиния Хокинс — Джаннетт Роббинс
- Джон Сэксон — Рашид Ахмед
- Тим О’Коннор — Томас Крэйфорд
- Пол Кинан — Тони Дрисколл
- Кристин Бэлфорд — Сьюзан Фаррагут
- Кабир Бэди — Фарук Ахмед

## Описание эпизодов
| № | №  | Название / Оригинальное название                        | Режиссёр                         | Сценарист                | Премьера в США  |
| --- | -- | ------------------------------------------------------- | -------------------------------- | ------------------------ | --------------- |
| 16 | 1  | «Enter Alexis / Появление Алексис»                      | Габриэль Бамонт                  | Эдвард Дэ Бласио         | 4 ноября 1981   |
| Алексис даёт показания против Блэйка и рассказывает об инциденте, произошедшем несколько лет назад, когда Блэйк обнаружил её в постели с любовником, Роджером Граймсом, которого он избил, а затем подкупил, чтобы тот не возбуждал против Блэйка дело. Её показания подтверждают, что Блэйк мог совершить убийство Тэда. Услышав эти слова Кристл, почувствовавшая себя плохо, покидает зал суда. Фэллон не рада встрече с матерью, которая бросила её много лет назад. Девушка убеждена, что Алексис вернулась лишь для того, чтобы отомстить их отцу. Стивен же, наоборот, быстро находит общий язык с матерью. Клаудия приходит в себя в больнице, где её говорят, что Мэттью бросил ей, забрав с собой Линдси. |    |                                                         |                                  |                          |                 |
| 17 | 2  | «The Verdict / Вердикт»                                 | Габриэль Бамонт                  | Эдвард Дэ Бласио         | 11 ноября 1981  |
| Блэйк приговорён к двум годам условно. Он хочет обратиться с апелляцией, чтобы очистить своё имя, но по совету адвоката решает этого не делать. После суда Алексис проявляет свой трудный характер, вызывая сомнения в правдивости её слов. Алексис переезжает в старый домик в саду рядом с особняком Кэррингтонов, который ей когда-то подарил Блэйк. Фэллон злится на Кристл за то, что та ушла во время суда. Клаудия пытается выяснить, куда уехали Мэттью и Линдси. Блэйк пытается наладить отношения со Стивеном, но их разговор заканчивается очередной ссорой. Kристл узнаёт, что беременна. |    |                                                         |                                  |                          |                 |
| 18 | 3  | «Alexis' Secret / Секрет Алексис»                       | Ричард Кинон                     | Эдвард Дэ Бласио         | 18 ноября 1981  |
| Выписавшись из больницы, Клаудия пытается покончить с собой, но её спасает друг Блэйка, доктор Ник Тоскани, у которого свои планы на будущее Блэйка. Фэллон и Джефф хотят завести ребёнка. Блэйк пытается найти способ выселить Алексис из домика. Между тем, женщина рассказывает Стивену, что отец Фэллон — не Блэйк, а Клаудия переезжает в особняк Кэррингтонов. |    |                                                         |                                  |                          |                 |
| 19 | 4  | «Fallon’s Father / Отец Фэллон»                         | Боб Суини                        | Мэнн Рубин               | 25 ноября 1981  |
| Алексис просит Сэсила поговорить с Блэйком и уговорить его помириться со Стивеном. Кроме того, она говорит мужчине, что он — отец Фэллон, и что собирается рассказать об этом Блэйку, если Сэсил ей не поможет. Кристл пытается помириться с Клаудией, но безуспешно. Ник сближается с Кристл. Напившись, Стивен приезжает к Кэррингтонам, чтобы поссориться с отцом, но происходит несчастный случай. Ник вовремя спасает юношу и отвозит в больницу. |    |                                                         |                                  |                          |                 |
| 20 | 5  | «Reconciliation / Примирение»                           | Джером Куртлэнд                  | Эдвард Дэ Бласио         | 2 декабря 1981  |
| Стивен возвращается домой, где знакомится с племянницей Кристл, Самантой Джозефиной, которую все называют просто Сэмми Джо. Сэсил требует у Блэйка вернуть его деньги. Алексис пытается узнать больше о прошлом Кристл из уст Сэмми Джо. Блэйк покупает жене новый автомобиль. Джеф оставляет «КолбиКо» и начинает работать на Блэйка. |    |                                                         |                                  |                          |                 |
| 21 | 6  | «Viva Las Vegas / Да здравствует Лас-Вегас!»            | Альф Кхелин                      | Эдвард Дэ Бласио         | 9 декабря 1981  |
| Выясняются причины появления Ника — он хочет отмстить Блэйку за смерть своего брата. Сэмми Джо и Стивен проводят вместе ночь, хотя они не сали друг с другом. В то время как Фэллон наоборот переспала с Ником. Блэйк продает 45 % футбольной команды Логану Риневуду, чтобы заплатить долг Сэсилу. Во время прогулки Кристл верхом, Алексис удаётся испугать лошадь — женщина падает с лошади и чувствует, что с ребёнком что-то не в порядке. |    |                                                         |                                  |                          |                 |
| 22 | 7  | «The Miscarriage / Выкидыш»                             | Ирвинг Джей Мур                  | Эдвард Дэ Бласио         | 16 декабря 1981 |
| Кристл теряет ребёнка, и врач говорит, что она не должна больше пытаться забеременеть, так как это опасно для жизни женщины. И Джеф, и Алексис пытаются выяснить, что задумала Фэллон. У Блэйк возникают проблемы из-за некого Рашида Ахмеда, с которым «по случайности» знакома Алексис. Но так ли это? Стивен и Сэмми Джо влюбляются друг в друга, но юноша испытывает чувство вины перед Клаудией. |    |                                                         |                                  |                          |                 |
| 23 | 8  | «The Mid-East Meeting / Средне восточная встреча»       | Габриэль Бамон                   | Ричард и Элизабэт Уилсон | 6 января 1982   |
| Блэйк заставляет Ника поговорить с Кристл о несчастном случае. Алексис отправляется в Рим на встречу с Рашидом Ахмедом. Она также уговаривает Блэйка поехать с ней. Фэллон узнаёт, что беременна., и девушка хочет сделать аборт, вызвав своим решением гнев Джеффа. Клаудия и Сесил отправятся на обед. Блэйк устраивает Клаудию на работу в «Денвер-Кэррингтон». |    |                                                         |                                  |                          |                 |
| 24 | 9  | «The Psychiatrist / Психиатр»                           | Ирвинг Джей Мур                  | Шимон Уинселберг         | 13 января 1982  |
| В Риме Блэйк ведёт переговоры с Рашидом Ахмедом. Джефф пытается отговорить Фэллон от аборта. У Стивена и Сэмми Джо начинается роман. Алексис нанимает фотографа для того, чтобы он сделал компрометирующие фото её и Блэйка. Фото попадают в один из журналов, который видит Кристл. Расстроенная она хочет поговорить с Ником. Их беседа заканчивается страстным поцелуем… |    |                                                         |                                  |                          |                 |
| 25 | 10 | «Sammy Jo & Steven Marry / Свадьба Сэмми Джо и Стивена» | Джером Куртлэнд                  | Эдвард Дэ Бласио         | 20 января 1982  |
| Кристл вовремя останавливается, едва не переспав с Ником, влюблённого в неё. Блэйк возвращается домой и пытается убедить жену, что эти фото — фальшивка. Джефф хочет развестись с Фэллон, и тогда девушка решает не делать аборт. Стивен и Сэмми Джо женятся, и молодой человек открывает в себе новую страсть — автомобильные гонки! |    |                                                         |                                  |                          |                 |
| 26 | 11 | «The Car Explosion / Взрыв машины»                      | Ирвинг Джей Мур                  | Эдвард Дэ Бласио         | 27 января 1982  |
| Сэмми Джо и Стивен возвращаются в особняк Блэйка и рассказывают всем, кроме главы семейства о своей свадьбе. Алексис пытается убедить Кристл, что у неё был роман с Блэйком в Риме. Кажется, Сэмми Джо вышла за Стивена только ради денег. Ник признаётся Кристл в любви и уговаривает её бросить Блэйка. Рей Боннинг, представляющий интересы Райнвуда, строит свои планы относительно дела Блэйка, а кто-то подкладывает бомбу в машину, в которой находились Блэйк и Джефф. |    |                                                         |                                  |                          |                 |
| 27 | 12 | «Blake’s Blindness / Слепота Блэйка»                    | Джефф Брэкнер                    | Лорэйн Дэспрес           | 3 февраля 1982  |
| Блэйк растерян, когда понимает, что может остаться слепым. Мужчина уверен, что бомбу в машину подложил Боннинг. Фэллон рассказывает Алексис о том, что она влюблена в Ника, а Кристал не решается сообщить Блэйку, что хочет развода. Кроме того, Алексис узнаёт о романе Кристал и Ника и решает помочь выкинуть женщину из жизни семьи Кэррингтон. Между тем, Блэйк просит Фэллон и Джеффа сохранить их брак и родить ему внука. |    |                                                         |                                  |                          |                 |
| 28 | 13 | «The Hearing / Слушанье»                                | Боб Суини                        | Шимон Уинселберг         | 10 февраля 1982 |
| Блэйк узнаёт, что брат Ника работал на него и был убит на Ближнем Востоке. Фэллон отказывается от помощи Алексис в борьбе против Кристл. Блэйк получает анонимное письмо, из которого понимает, что у Кристл есть любовник. К Блэйку возвращается зрение, и единственный, кто знает об этом — дворецкий Джозеф. |    |                                                         |                                  |                          |                 |
| 29 | 14 | «The Iago Syndrome / Синдром Яго»                       | Альф Кхелин и Джером Куртлэнд    | Шимон Уинселберг         | 17 февраля 1982 |
| Блэйк притворяется слепым, а Кристл порывает с Ником и собирается уехать из Денвера. Сэмми Джо использует преимущества замужества за богатым мужчиной, а Сесил начинает шантажировать Клаудию: он знает, где находится Линдси, а Клаудия должна рассказывать ему всё, что знает о компании Блэйка. |    |                                                         |                                  |                          |                 |
| 30 | 15 | «The Party / Вечеринка»                                 | Гвен Арнер                       | Эдвард Дэ Бласио         | 24 февраля 1982 |
| Блэйк рассказывает всем, что снова видит. Алексис проводит ночь с Сесилом. Фэллон и Ник решают быть вместе, как только родится ребёнок. Стивен и Сэмми Джо собираются уехать из особняка, и Фэллон и Алексис устраивают вечеринку для них. Сэмми Джо напивается и позорит семью Кэррингтон. Клаудия и Джефф становятся близкими друзьями. Все узнают о том, что Сесил — отец Фэллон. Алексис и Фэллон попадают в автокатастрофу. |    |                                                         |                                  |                          |                 |
| 31 | 16 | «The Baby / Малыш»                                      | Джером Куртлэнд                  | Эдвард Дэ Бласио         | 3 марта 1982    |
| У Фэллон и Джеффа рождается сын, чья жизни находится в опасности. Фэллон расстроена из-за того, что Блэйк не её отец и не хочет никого видеть. Клаудия спит с Джеффом и крадет его ключ к архиву компании. Кристал догадывается, что это Алексис виновна в том несчастном случае, в результате которого Кристал потеряла ребёнка. Детектив Алексис, Морган Хесс, выясняет, что Кристл юридически всё ещё замужем за Марком Дженнингсом. Сэмми Джо оставляет Стивена. |    |                                                         |                                  |                          |                 |
| 32 | 17 | «Mother & Son / Мать и сын»                             | Лоуренс Добкин                   | Эдвард Дэ Бласио         | 10 марта 1982   |
| Малышу Джеффа и Фэллон предстоит сложная операция. Джефф узнаёт об утечке информации, в которой виновна Кладия. Между тем, женщина узнаёт, что Мэттью и Линдси пропали в джунглях. Алексис начинает угрожать садовнику Тони и заставляет его сказать Кристл, что ошибся, сказав что в день несчастного случая стреляла именно Алексис. |    |                                                         |                                  |                          |                 |
| 33 | 18 | «The Gun / Пистолет»                                    | Филип Ликок                      | Эдвард Дэ Бласио         | 24 марта 1982   |
| Блэйк встречается с Логаном Райнвудом. Стивен едет в Голливуд и находит Сэмми Джо в дешевой модельной студии. Блэйк и Сесил сдают анализ крови, доказывающий, что Блэйк - отец Фэллон. Мэттью и Линдси официально считаются погибшими. Когда Клаудия узнаёт об этом, она пытается убить Сесила. Kристл пытается остановить её, и в борьбе оружие стреляет. |    |                                                         |                                  |                          |                 |
| 34 | 19 | «The Fragment / Фрагмент»                               | Ирвинг Джей Мур и Эдвард Леддинг | Эдвард Дэ Бласио         | 7 апреля 1982   |
| Клаудия находится в больнице в тяжёлом состоянии. Полиция считает, что в несчастном случае виновна Кристл. Блэйк удаётся пообщаться с Райнвудом, хотя тот так и не показал своего лица. Однако зрители узнают, что Райнвуд на самом деле Сесил Колби, который делает Алексис предложение. Клаудия приходит в себя и выясняется, что она ничего не помнит о несчастном случае. |    |                                                         |                                  |                          |                 |
| 35 | 20 | «The Shakedown / Встряска»                              | Филип Ликок                      | Дэниэл Кинг Бэнтон       | 14 апреля 1982  |
| Клаудия продолжает винить Кристл за её роман с Мэттью. Стивен возвращается домой из Голливуда, и в дороге знакомится с молодым человеком, который пытается шантажировать Стивена. Позже Стивена арестовывают за нападение. У Сесила проблемы с сердцем. Блэйк угрожает Алексис, когда узнаёт, что Алексис виновна в несчастном случае на конной прогулке. |    |                                                         |                                  |                          |                 |
| 36 | 21 | «The Two Princes / Два принца»                          | Ирвинг Джей Мур                  | Эдвард Дэ Бласио         | 28 апреля 1982  |
| Алексис готовится к свадьбе с Сесилом в саду Блэйка. Брат Рашида Ахмеда, Фароук, прибывает в Денвер с предложением к Блэйку, которое магнат отклоняет. Чтобы отомстить, Фароук сообщает Нику, что Блэйк ответственен за смерть его брата. Стивен уезжает из особняка. Блэйк хочет купить ранчо для своей семьи, и в одиночестве направляется в горы. У Сесила случается инфаркт во время секса с Алексис. Ник следует за Блэйком, и в результате несчастного случая, Блэйк падает с обрыва. |    |                                                         |                                  |                          |                 |
| 37 | 22 | «The Cliff / Обрыв»                                     | Джером Куртлэнд                  | Эдвард Дэ Бласио         | 4 мая 1982      |
| Алексис готовится к свадьбе с Сесилом в саду Блэйка. Брат Рашида Ахмеда, Фарук, прибывает в Денвер с предложением к Блэйку, которое магнат отклоняет. Чтобы отомстить, Фароук сообщает Нику, что Блэйк ответственен за смерть его брата. Стивен уезжает из особняка. Блэйк хочет купить ранчо для своей семьи, и в одиночестве направляется в горы. У Сесила случается инфаркт во время секса с Алексис. Ник следует за Блэйком, и в результате несчастного случая, Блэйк падает с обрыва. |    |                                                         |                                  |                          |                 |

## Рейтинги
К концу второго сезона «Династия» заняла первую строчку в Топ-20 самых рейтинговых шоу с показателем 21,2 миллиона зрителей, где продержалась со второго по седьмой сезоны.

## Выход на DVD
Второй сезон сериала поступил в продажу 14 августа 2007 года, через 2 года после выпуска первого. 22 эпизода общей продолжительность 1058 минут разместились на 6 дисках; среди прочего в издание вошло интерактивное «Семейное древо Кэррингтонов» — текстовое описание персонажей сериала: Блэйка, Алексис, Кристл, Фэллон, Джеффа, Стивена, Сэмми Джо и малыша Блейка. Кроме оригинальной дорожки и английских субтитров, у эпизодов есть перевод на испанский и португальский, как в голосовом, так и в текстовом виде.